# Jackiopsis ornata
Jackiopsis ornata là một loài thực vật có hoa trong họ Thiến thảo. Loài này được (Wall.) Ridsdale mô tả khoa học đầu tiên năm 1979. Chúng thường xuất hiện ở Borneo, Malaysia và Sumatra.